# 上町 (小惑星)
上町(4496 Kamimachi)は、1988年12月9日に関勉が高知県芸西村で発見した小惑星である。発見者の生誕地である高知市上町（かみまち）にちなんで命名された。